# 1. Division 1924/1925
Dvacátý pátý ročník 1. Division (1. belgické fotbalové ligy) se konal od 7. září 1924 do 26. dubna 1925.
Soutěže se zúčastnilo opět 14 klubů. Sezonu vyhrál potřetí v klubové historii a obhájce titulu Beerschot VAC. Nejlepším střelcem se stal hráč Berchem Sport Joseph Taeymans, který vstřelil 20 branek.